# 丹拿山邨
丹拿山邨是原位於香港北角丹拿道的香港房屋協會出租屋邨，現已拆卸。

## 簡介
丹拿山邨前稱「書局街廉租屋宇」，由於當時屋宇建設委員會的北角邨亦是位於書局街，房協避免公眾誤會，加上政府將該地方命名為丹拿山區，所以房協亦將此屋邨改名為丹拿山邨。
丹拿山邨（Tanner Hill Estate）位於北角丹拿道（Tanner Road），由周耀年李禮之建築師工程師事務所設計。該屋邨共有兩座大廈，分別是黃鶴樓（Yellow Stork House，丹拿道2號）及松樹樓（Pine Tree House，丹拿道4號），於1960年及1961年落成。1996年底房協計劃拆卸丹拿山邨，當時估計受丹拿山邨重建計劃影響的家庭為563個，住戶人數共2,260名。房協在港島區物色到最少五個租住公共屋邨供安置受影響家庭之用，其中包括健康邨第一期及第三期、勵德邨、明華大廈及漁光邨，及後更有居民獲安置到非房協管理的北角邨。此外，房協亦讓受影響家庭優先選購住宅發售計劃的單位，因此有很多住戶在經濟能力許可下都購置健康邨第二期的單位。
為配合北角站擴建工程興建通風大樓，丹拿山邨在九十年代拆卸，但拆卸後的土地一直丟空；房協原欲興建資助出售房屋（即居屋），但由於政府2000年決定暫停興建居屋，房協遲遲未能展開工程。政府更曾經提出收回地皮興建公屋。直到2008年房協才決定將該地重建成三幢高尚住宅式長者房屋，門牌改為丹拿道3號，並於2009年3月24日動工興建北角丹拿山長者屋－雋悅，2015年落成入伙，因入住門檻高、以富貴長者為對象，而有「白金長者屋」之稱。
丹拿山邨未拆卸時，可以斜路或石級路直達。斜路可以人車並行，約為兩條行車線的闊度，由現時丹拿花園正門右面向上行。石級路有百多級，由七姊妹道與書局街交界處上（即現時有路牌上香花徑的上山路，不過從前是一條無蓋石屎石梯）。沿石梯上，至後段有分岔路轉上寶馬山，中段設有涼亭，涼亭設有椅子。由於以前寶馬山學校區交通不便，曾是眾多學生回校回家的必經之地。
丹拿山邨松樹樓大堂位置，設有一士多名為「松園士多」，除有糧食出售外，更有石油氣及火水送貨服務，利便當時居民。

## 外部連結
- 香港地方：建設及建築物 － 房協屋村（一）（页面存档备份，存于）
- 香港年鑑（1970年） － 華僑日報（香港公共圖書館館藏）
- 房協為優質長者房屋展開新里程
- 房屋事務委員會 (會議紀要) 1997年1月13日（页面存档备份，存于）